# Zpěv před evangeliem
Aklamace před evangeliem (též zpěv před evangeliem) je část římskokatolické mešní liturgie, která předchází bezprostředně před čtením evangelia. Obecně je upravena Všeobecnými pokyny k Římskému misálu v článcích 62 až 64.
Po čtení, které bezprostředně předchází evangeliu, se zpívá Aleluja nebo jiný předepsaný zpěv, jak to vyžaduje liturgická doba. Tato aklamace tvoří samostatný obřad či úkon, jímž shromáždění věřících vítá Pána, který k němu má promlouvat, pozdravuje ho a zpěvem vyznává svou víru. Aklamaci zpívají všichni vstoje, začíná liturgická schola nebo kantor a může se i opakovat, vložený verš ovšem zpívá liturgická schola nebo kantor. Příslušné verše se berou buď z lekcionáře, nebo Graduale.
Sekvence, která je kromě dní Zmrtvýchvstání Páně a Seslání Ducha Svatého nezávazná, se zpívá před Aleluja.
Jako zpěv před evangeliem se může zpívat buď text uvedený pro jednotlivé dny anebo libovolný z textů vybraných pro příslušnou liturgickou dobu.
V době postní se před evangeliem zpívá pouze příslušný verš bez Aleluja. Může se však vkládat, místo Aleluja, zvolání Chvála tobě, Kriste, Králi věčné slávy.

## Zhudebnění
Zpěvy před evangeliem byly opublikovány nejprve v Jednotném kancionálu (1973). Na jejich kompozici se podíleli též kněží–hudebníci: František Holík, Antonín Láník, Karel Bříza, Josef Olejník.
Dnes jsou nejvíce rozšířené zhudebnění zpěvů před evangeliem, které vyšly jako přílohy časopisů Varhaník a Zpravodaj Musica sacra od autorů:
- William Boyce (Zpravodaj Musica sacra 3/2019)
- Karol Frydrych (Varhaník 1/2015, Zpravodaj Musica sacra 1/2020)
- Petr Chaloupský (Zpravodaj Musica sacra 4/2018)
- Bohuslav Korejs (Varhaník)
- Ondřej Múčka (Zpravodaj Musica sacra 3/2016)
- Zdeněk Pololáník (Jednotný kancionál)
- Willi Türk (Zpravodaj Musica sacra 3/2015, 4/2017)